# Поляна (Перемишльський район)
Поляна (рос. Поляна) — присілок в Перемишльському районі Калузької області Російської Федерації.
Населення становить 390 осіб. Входить до складу муніципального утворення Село Перемишль.

## Історія
Від 2004 року входить до складу муніципального утворення Село Перемишль

## Населення
| 2002 | 2010 |
| ---- | ---- |
| 397  | ↘390 |